# Panchorra
Panchorra is een plaats (freguesia) in de Portugese gemeente Resende en telt 178 inwoners (2001).